# A Love That Will Never Grow Old
A Love That Will Never Grow Old (littéralement « un amour qui ne vieillira jamais ») est une chanson composée par Gustavo Santaolalla, paroles de Bernie Taupin, créée pour la bande originale de Brokeback Mountain et chantée par Emmylou Harris. Elle dure 3 min 20. 
Elle a remporté le Golden Globe Award pour la meilleure chanson originale en 2006.